# Roman Tomaszewski (poeta)
Roman Tomaszewski (ur. 7 sierpnia 1963 w Zduńskiej Woli, zm. 9 listopada 2013) – poeta, plastyk, działacz społeczny, animator kultury tworzący w Zduńskiej Woli.
Autor opracowań graficznych i ilustracji książek poetyckich, plakacista, fotografik, rzeźbiarz, metaloplastyk, szlifierz kamieni szlachetnych, aktywista w Stowarzyszeniu Na Rzecz Osób Niepełnosprawnych.

## Życiorys
Absolwent Państwowego Liceum Sztuk Plastycznych w Zduńskiej Woli – technik sztuk plastycznych. W 1985 r. ukończył Szkołę jubilerską we Wrocławiu uzyskując wykształcenie w dziedzinie szlifierstwa kamieni szlachetnych i ozdobnych. Ukończył również studia socjologiczne I stopnia na Wydziale Ekonomiczno-Socjologicznym Uniwersytetu Łódzkiego.
Współzałożyciel Klubu Literackiego „Topola” (1987) przy Miejskim Domu Kultury w Zduńskiej Woli.
W latach 1994–1996 był współzałożycielem i wiceprezesem Stowarzyszenia Promocji Sztuki „Mrowisko”. Organizacja ta tworzyła niezależne nurty kulturalne dla młodzieży o zasięgu ogólnopolskim z uczestnictwem młodzieży z USA, Niemiec, Anglii. Zorganizowano dwie niekonwencjonalne wystawy pod nazwą Wielka Interdyscyplinarna Wystawa Sztuki Bez Ograniczeń. W wystawach tych w latach 1994–1995 uczestniczyło kilkudziesięciu wystawców, aktorów, performerów i zespoły muzyczne. Dzięki swym działaniom „Mrowisko” przysporzyło w krótkim czasie dobrej artystycznej sławy w kilkudziesięciu miastach Polski.
Był założycielem i prezesem Stowarzyszenia na Rzecz Aktywności Twórczej „Felix”, które zorganizowało m.in. akcję „Aleja FRrrr” w Alei Feliksa Rajczaka oraz w ówczesnej siedzibie w wynajmowanych pomieszczeniach Polmatexu Wolmy. Z jego inicjatywy organizowano konkursy plastyczne Muralia na płocie okalającym kamping przy MOSiR Relaks. W konkursach brały udział dzieci i młodzież ze zduńskowolskiego Stowarzyszenia na Rzecz Osób Niepełnosprawnych. Organizowano imprezy „Powitania wiosny” oraz poetyckie wieczory i koncerty w piwnicy starej odlewni w Polmateksie Wolmie.
W latach 1998–2008 prowadził założony przez siebie interdyscyplinarny Klub Twórczej Pracy „Bez Aureoli” w Domu Kultury „Lokator”, współpracując z poetą Tadeuszem Zawadowskim. Organizował i zasiadał w jury konkursów poetyckich „Jestem, czuję, myślę”, „O laur Topoli”, przewodniczył jury konkursu poezji im. Jana Zdziewojskiego w Łasku. Był pomysłodawcą i prowadzącym Zduńskowolski Parnas Literacki w ramach Klubu Literackiego „Topola” przy Miejskim Domu Kultury w Zduńskiej Woli (cztery edycje).
Od 2001 r. członek oddziału warszawskiego Związku Literatów Polskich. Animator kultury odznaczony przez Ministra Kultury odznaką „Zasłużony Działacz Kultury” (1997). Współpracował jako dziennikarz z redakcjami prasy lokalnej i regionalnej („Życie Zduńskiej Woli”, „Goniec”, „Nad Wartą”, „Raport”, „Echo”, „Siódma Prowincja”, „Informator Lokator”). Drukował wiersze we wspomnianych czasopismach oraz w „Tyglu Kultury”, „Krzywym Kole Literatury”, „Gazecie Wyborczej”, „Gazecie Kulturalnej”, „Siódmej Prowincji”. Redaktor tomów poetyckich wydawanych przez Klub Twórczej Pracy „Bez Aureoli”.
W roku 2008 za działalność kulturotwórczą i promocję powiatu otrzymał medal „Zasłużony dla Powiatu Zduńskowolskiego”, otrzymał także Medal „Zasłużony dla Miasta Zduńska Wola”. W październiku 2012 r. wraz z Klubem Literackim „Topola” został wyróżniony Przez Ministra Kultury i Dziedzictwa Narodowego, medalem „Zasłużony dla Kultury Polskiej”. W 2013 r. otrzymał Nagrodę Prezydenta Miasta Zduńska Wola za indywidualne osiągnięcia w dziedzinie twórczości artystycznej, upowszechnianie i ochronę kultury i projekt wydawniczy Zduńskowolana.

Za tym wyróżnieniem [medalem „Zasłużony dla Miasta Zduńska Wola”] stoją jego czyny, poezja, malarstwo, wieloletnia działalność w Domu Kultury „Lokator” i w szeroko rozumianej kulturze, wspieranie dzieci i młodzieży. Andrzej Brodzki

## Poezja
Autor książek:
- Szukam Inez (Biblioteka Siódmej Prowincji, Sieradz 1993)
- Bębenek (Stowarzyszenie Promocji Sztuki Mrowisko 1994)
- I Pan Bóg zamyka oczy (Biblioteka Siódmej Prowincji, Sieradz 1997; ISBN 83-903694-2-7)[11]
- Szukam Inez – ciąg dalszy (Biblioteka „Topoli”, Klub Literacki „Topola”, Zduńska Wola 1999; ISBN 83-909141-0-7)
- Sonety o miłości niezupełnie współczesne – czyli Inez odnaleziona (Wydawnictwo Miniatura, Kraków 2001; ISBN 83-7081-490-5)
- Inez impressionata (Klub Twórczej Pracy Bez aureoli, Zduńska Wola 2005; ISBN 83-922018-0-9)
- Afekty z krainy wydziedziczenia. Wiersze z lat 2005–2008 (Wydawnictwo Adam Marszałek, Toruń 2008; ISBN 978-83-7611-093-6)[12]
- Baraka, czyli matko myślę o twojej śmierci (PPI Intrograf, Łask 2013; ISBN 978-83-62361-27-4)[2], zaliczona do pięciu najlepszych książek poetyckich roku 2013 na festiwalu Międzynarodowy Listopad Poetycki w Poznaniu[9]
- Jerzy Kozłowski. Twórczy hetman (Wydawnictwo Intrograf, Zduńska Wola, 2013); ISBN 978-83-62361-38-0, wydana po śmierci[10].

Jego wiersze drukowano w antologiach:
- Polska poetów 1993,
- Topolowe strofy 1987,
- Archipelag. Antologia Klubu Literackiego „Topola” 1990, ISBN 83-922018-0-9[13]
- Wyjście awaryjne 1991[14],
- V fala. Pamięci Feliksa Rajczaka 1992[15],
- Odpływam do wszystkich brzegów 1996[16],
- Poeci Siódmej Prowincji. Antologia, Piotrków Trybunalski 1996[17],
- Przygodni Orfeusze. Antologia Klubu Literackiego „Topola” 2002[18]
- Drzewo. Antologia Klubu Literackiego „Topola” 2006[19],
- Antologia poezji słowiańskiej – Między Ochrydą a Bugiem, Krosno 2010[20],
- Międzynarodowa antologia: Miłość Według Twórców Słowiańskich, Krosno 2012[21].
- Na wiersz gniewny – tom poetycki, pokłosie konkursu Radio Łódź 2013.

Jego wiersze prezentowano również na antenie Polskiego Radia Program I, Radia Łódź, Naszego Radia.

## Recenzje
- I Pan Bóg zamyka oczy, 1997
  - J. P. „Suplement”, Kraków 1998, nr 12 s. 29
- Sonety o miłości niezupełnie współczesne, czyli Inez odnaleziona, 2001
  - Grzegrzółka Krystyna W klimacie romantycznym jeszcze, „Obrzeża”, Zgorzelec 2002, nr 19 s. 12
  - Grzegrzółka Krystyna W klimacie romantycznym jeszcze „Zgorzelecki Baedeker Literacki”, Zgorzelec 2003, s. 57–58
  - Orlikowski Janusz Ad hoc sonetu, „Akant”, Bydgoszcz 2002, nr 5 s. 39–40
- Szukam Inez, 1993
  - Dalecki Michał Stefan, Literackie Nowalijki z Sieradza, „Siódma Prowincja”, Sieradz 1993, nr 2 s. 21-23[23]

## Malarstwo
Wystawy indywidualne:

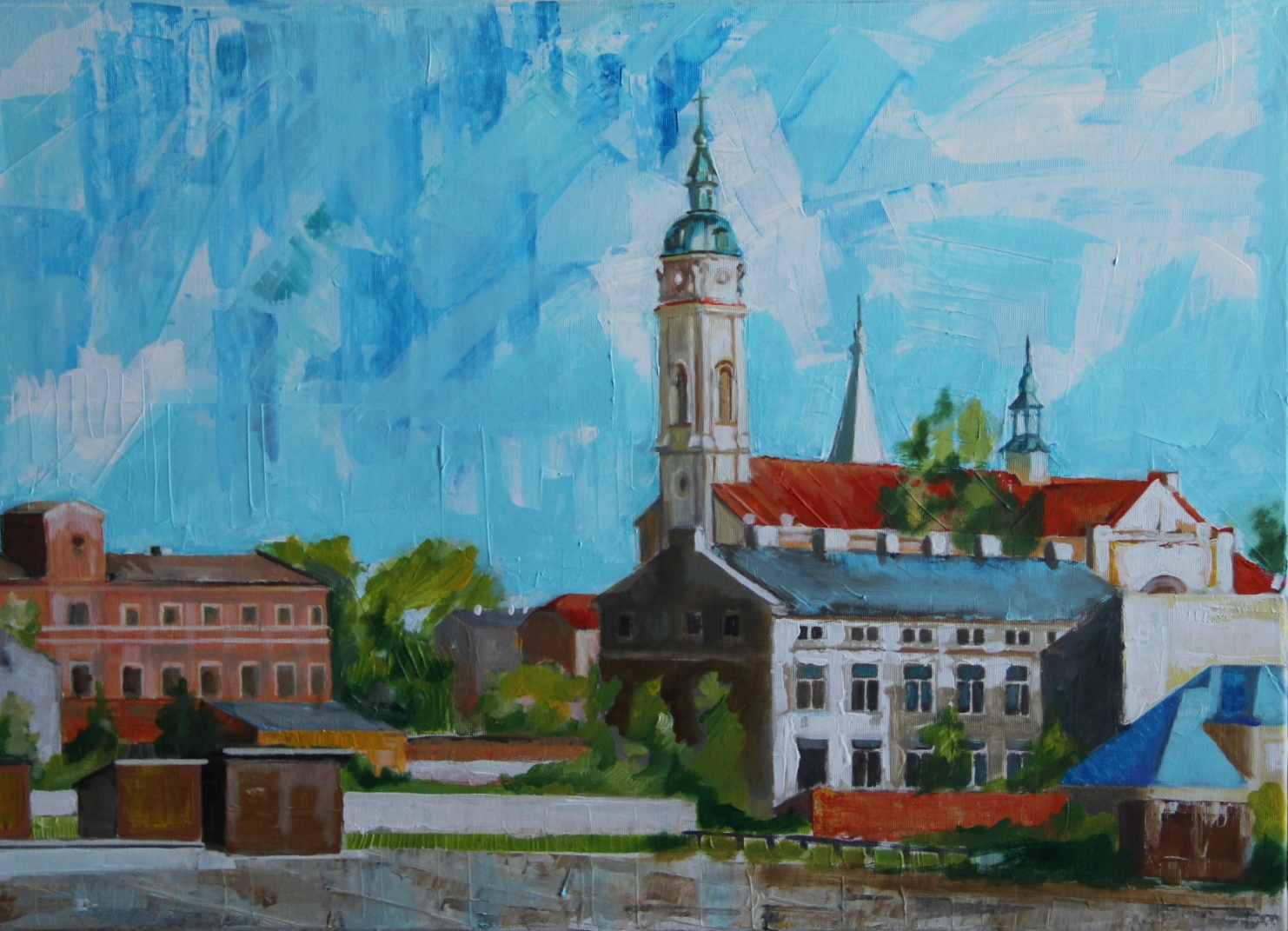
Zduńska Wola od strony targowiska – akryl na płótnie. R. Tomaszewski

- Portrety i pejzaże – kwiecień 2004,
- Wiosenna suprema – 2005, Dom Kultury „Lokator”,
- Afekty z krainy z okazji 30-lecia pracy twórczej – 2008 (Miejski Dom Kultury Zduńska Wola),
- indywidualna wystawa w Miejskiej Bibliotece Publicznej w Łasku – 2008.

Wystawy zbiorowe, m.in.:
- Artyści miastu – 2000, Miejski Dom Kultury w Zduńskiej Woli,
- Małe Ciche – 2006, poplenerowa, Dom Kultury „Lokator” Zduńska Wola,
- Wystawa Poplenerowa I Otwartego Pleneru Plastycznego Artystów Województwa Łódzkiego w Filharmonii Łódzkiej, Łódź 2008.

Jego obrazy są częścią prywatnych kolekcji w kraju i za granicą, m.in. w: USA, Chinach, Francji, Anglii.